# Перетворення Берроуза-Вілера
Перетворення Берроуза-Вілера (англ. Burrows-Wheeler Transform, BWT) — метод перестановки символів у стрічці {\displaystyle T} в іншу стрічку {\displaystyle BWT(T)}, таким чином, що із {\displaystyle BWT(T)} можна отримати початкову послідовність, але в той же час вона краще придатна для стиснення.
Щоб знайти {\displaystyle BWT(T)} від стрічки {\displaystyle T} довжиною {\displaystyle n} слід згенерувати {\displaystyle n} циклічних ротацій цієї стрічки, відсортувати їх у лексикографічному порядку і отримати нову стрічку з останніх символів цих ротацій. Якщо вихідна стрічка містить багато повторів (як, наприклад, природна мова або геноми живих організмів), то трансформована міститиме багато серій (послідовностей, в яких один і той же символ зустрічається кілька разів поспіль).
Перетворення Берроуза-Вілера використовують для стиснення даних без втрат, зокрема воно є частиною алгоритму bzip2, а також для індексування. Наприклад, у біоінформатиці воно дозволяє скоротити витрати пам'яті під час картування фрагментів, отриманих шляхом секвенування ДНК, стосовно референсних геномів. Цей метод перетворення послідовностей запропонували у 1994 році Майкл Берроуз і Девід Вілер.

## Отримання
Перетворення Берроуза-Вілера можна отримати, використавши однойменну матрицю. Нехай вихідна стрічка буде "тамтам$", вона повинна містити символ-термінатор ($), який не трапляється ніде в інших позиціях цієї стрічки і лексикографічно передує всім іншим символам. Спершу слід згенерувати усі циклічні ротації цієї стрічки, записавши їх одна під одною, ми отримуємо квадратну матрицю. Далі відсортовуємо рядки матриці у лексикографічному порядку, тепер останній її стовпець прочитаний згори вниз утворює {\displaystyle BWT}, у нашому випадку "мттаам$".
| Ротації                                                 | Відсортовані ротації                                    |
| ------------------------------------------------------- | ------------------------------------------------------- |
| тамтам$ амтам$т мтам$та там$там ам$тамт м$тамта $тамтам | $тамтам ам$тамт амтам$т м$тамта мтам$та там$там тамтам$ |